# Rudolf Schlott
Rudolf „Rudi“ Schlott (* 18. Januar 1927 in Danzig; † 4. November 2014 in Haan) war ein deutscher Fußballtrainer.

## Leben, Beruf und Karriere als Fußballtrainer
Bis kurz nach seinem 18. Geburtstag lebte Schlott in der pommerschen Hanse- und Hafenstadt Danzig. Nach Reichsarbeitsdienst, Einsatz als Luftwaffenhelfer folgte ab Ende Januar 1945 die Einberufung zum Militär. Mitte März 1945 zogen sich die Reste seiner Einheit mit dem Zug nach Westen zurück. Nach einigen Irrwegen landete er im rheinischen Remagen. Er geriet schließlich in amerikanische Kriegsgefangenschaft, die er anderthalb Jahre lang im belgischen Namur verbrachte. Eine durchgängige Schulzeit hatte er bis zu diesem Zeitpunkt durch die Kriegsereignisse nicht erlebt. Nach Ende der Gefangenschaft wurde er im norddeutschen Flensburg ansässig und holte dort das Abitur nach. Der Wunsch, Mathematik und Sport zu studieren, führte ihn 1947 nach Köln an die Universität bzw. an die Deutsche Sporthochschule, wo er 1950 mit Erfolg die Prüfung zum Diplom-Sportlehrer und unter Dozent Sepp Herberger das Fußballlehrerexamen ablegte. An der Sporthochschule lernte Schott auch Fußballtrainer Hennes Weisweiler kennen, der ihm zum Freund, später auch zum Kollegen wurde.
Ab 1950 war er für zwei Jahre Verbandssportlehrer beim Fußballverband Rheinland, ab 1952 war er für zwei Jahre Sportlehrer im Jugenddorf Castrop-Rauxel. Seine Lebensstellung begann als er 1954 Lehrer für Sport und Mathematik am Humboldt-Gymnasium in Solingen wurde. Dieses Amt übte er bis zu seiner Pensionierung aus, lediglich unterbrochen während seiner Zeit als Cheftrainer beim 1. FC Köln, als er beurlaubt war. In seinen fünf Jahren ab 1967 bei Borussia Mönchengladbach als Assistenztrainer von Hennes Weisweiler, war er weiterhin am Gymnasium in Solingen als Lehrer für Sport und Mathematik beschäftigt. Er trat in Mönchengladbach die Nachfolge von Erich Ribbeck an, welcher als Cheftrainer zu Rot-Weiß Essen gewechselt war. In den ersten zwei Jahren landete die Borussia jeweils auf dem 3. Rang und mit Peter Dietrich, den Kremers-Zwillingen, Peter Meyer, Klaus Ackermann, Wolfgang Kleff, Hartwig Bleidick, Winfried Schäfer, Gerhard Zimmermann und Horst Köppel waren weitere Talente und auch ausgewiesene Könner wie Köppel und Meyer an den Bökelberg gekommen um Abgänge wie von Jupp Heynckes, Bernd Rupp, Gerhard Elfert, Heinz Lowin, Manfred Orzessek und Werner Waddey zu ersetzen. Die Höhepunkte seines Wirkens an der Seite von Cheftrainer Hennes Weisweiler waren die Deutsche Meisterschaften 1970 und 1971. Aber auch der berühmt-berüchtigte „Büchsenwurf“ am 20. Oktober 1971 auf dem Bökelberg im Europacupspiel gegen Inter Mailand fällt in die Zeit des Gymnasiallehrers in Diensten von Borussia Mönchengladbach.
Schlott betreute den 1. FC Köln vom 1. Juli 1972 bis zum 6. September 1973, nachdem er längere Zeit als Assistent von Hennes Weisweiler bei Borussia Mönchengladbach tätig gewesen war. Er erreichte 1973 einen beachtlichen 2. Platz in der Bundesliga – wenngleich elf Punkte hinter dem FC Bayern München – und zudem das legendäre DFB-Pokal-Endspiel 1973 im Düsseldorfer Rheinstadion zwischen den Domstädtern und Borussia Mönchengladbach, welches die Mönchengladbacher nach spektakulärem Verlauf durch einen Treffer von Günter Netzer mit 2:1 nach Verlängerung gewannen. In der darauffolgenden Saison bereits nach dem 7. Spieltag wegen Erfolglosigkeit – vier Niederlagen, zwei Unentschieden und nur ein Sieg; Köln war 16. – entlassen, und durch Zlatko "Tschik" Čajkovski ersetzt, der die Saison mit dem FC als Fünfter beendete.
Es folgte ein Engagement beim Zweitligisten DJK Gütersloh, den er 1974/75 auf den 14. Platz in der Zwanziger-Liga führte. In der Saison 1975/76 wurde er, auf einem Abstiegsplatz liegend, noch vor Ende der Hinrunde durch Karl-Heinz Feldkamp ersetzt, der aber am letztendlichen Abstieg auch nichts ändern konnte. Damit endete Schlotts Laufbahn im Profigeschäft. Er kehrte in seinen erlernten Beruf als Sportlehrer zurück.
Nachdem er einige Jahre in Monheim am Rhein gelebt hatte, wohnte der verheiratete Vater dreier Söhne seit Anfang der 1970er Jahre in der zwischen Düsseldorf und Wuppertal gelegenen Stadt Haan, wo er auch 2014 verstarb.

## Vereine
- 1972–1973 1. FC Köln
- 1974–1976 DJK Gütersloh

## Erfolge
- 1973 Deutscher Vize-Meister mit dem 1. FC Köln
- 1973 Deutscher Vize-Pokalsieger mit dem 1. FC Köln

## Bundesliga-Bilanz
- 17 Siege – 13 Unentschieden – 11 Niederlagen
- 47 Punkte aus 41 Spielen
- 1,15 Punkte pro Spiel